# تموکو
تموکو
از شهر ها و کمون های مهم شیلی و مرکز استان کاتین است. تموکو در ۶۷۰ کیلومتری سانتیاگو و در منطقه آروکانیا قرار دارد و سرزمین قوم ماپوچه می باشد. این شهر در سال ۱۸۸۱ توسط ارتش شیلی در منطقه اشغال شده آروکانیا و در محدوده سرزمین قوم ماپوچه ساخته شده و بتدریج در فاصله سالهای ۱۸۹۰ تا ۱۹۴۰ رشد کرده و به یکی از شهر های مهم شیلی تبدیل شده است.
این شهر زادگاه پابلو نرودا و گابریلا میسترال است.